# Antonio María Simarro
Antonio María Simarro Puig (Barcelona, diciembre de 1896-íd., 22 de julio de 1969) fue un abogado y político español.

## Biografía
Nació en Barcelona en 1896 y estudió Derecho en la Universidad de Barcelona. Se dedicó a la abogacía y durante la guerra civil española se trasladó a zona sublevada y fue capitán del cuerpo jurídico militar. Una vez acabada la guerra, en 1939, fue nombrado teniente de alcalde de la primera gestora provisional de su ciudad natal, pasando a ocupar en septiembre de ese mismo año la presidencia de la Diputación de Barcelona, donde se mantuvo hasta julio de 1943 y fue sustituido por Luis Argemí Martí. Como presidente de la Diputación, se encargó fundamentalmente de la depuración de funcionarios y de la reparación de carreteras provinciales dañadas durante la guerra. Como hombre de confianza de Blas Pérez González, ministro de la Gobernación, fue decano del Colegio de Abogados de Barcelona entre 1943 y 1951. En 1951 fue nombrado alcalde de Barcelona, sustituyendo a José María de Albert Despujol, y ocupó ese cargo hasta 1957, año en que Pérez González, su valedor, fue destituido como ministro, y fue sustituido por José María de Porcioles. Falleció el 22 de julio de 1969 en Barcelona a los 72 años.
| Predecesor: José María de Albert Despujol | Alcalde de Barcelona 1951-1957 | Sucesor: José María de Porcioles |